# Emil Jenzer
Emil Jenzer (* 8. August 1908 in Bern; † 15. Dezember 1995 in Burgdorf) war ein Schweizer Buchdrucker und Schriftsetzer.

## Leben
Emil Jenzer absolvierte von 1924 bis 1928 eine Lehre als Schriftsetzer zusammen mit Emil Zbinden in Bern. Anschliessend setzte er seine Ausbildung bei Rudolf Koch in Offenbach am Main fort. Im Jahr 1934 gründete er in Burgdorf den Verlag Berner Handpresse, in dem über 40 Bücher entstanden. 1957 übernahm er die Burgdorfer Druckerei Haller, die er unter dem neuen Namen Haller + Jenzer bis 1981 leitete.

## Ausstellungen
- 1974: «Emil Jenzer: Typographische Drucke». Galerie Art + Vision, Bern (14. September – 12. Oktober 1974).
- 1988: «Gott grüss die Kunst: Emil Jenzer und Emil Zbinden». Kunstverein Olten, Stadthaus Olten (7. Mai – 5. Juni 1988)
- 2011: Gutenberg Museum, Freiburg i. Ue. (Januar – März 2011)[1]
- 2011: «Emil Jenzer – Print Art», Regionalmuseum Chüechlihus, Langnau (14. August – 30. Oktober 2011)[2]